# Sancha de Aibar
Sancha de Aibar (Aibar  hacia 990-Santa Cruz de la Serós post 1070). De su relación extramatrimonial con el rey de Pamplona, Sancho Garcés III, también llamado Sancho el Mayor, nació Ramiro, el primer rey de Aragón.

## Biografía
Era hija del conde de Aibar y nació en esa localidad hacia 990. En torno a 1007 tuvo con Sancho el Mayor un hijo, Ramiro. Por aquellas fechas los dos estaban solteros, eran adolescentes y hacía cuatro años que Sancho había accedido al trono pamplonés.
Al margen de las posibles motivaciones sentimentales, Laliena considera que este tipo de uniones extramatrimoniales eran frecuentes en las monarquías europeas de la época, tenían una motivación política, no eran denigrantes y podían ser consideradas como "concubinato oficial"; por todo ello deduce: 

El lazo que unió al rey y a la joven aristócrata pretendía establecer o asegurar una alianza con las familias nobiliarias del valle medio del río Aragón, un área de evidente interés para la monarquía pamplonesa.

Por su parte, Lacarra da cuenta de que "la madre de Ramiro, Sancha de Aibar, estuvo sin duda bien considerada en el ambiente familiar de Sancho el Mayor; consta que recibió diversos bienes en Aibar de la reina Jimena, madre de Sancho el Mayor.

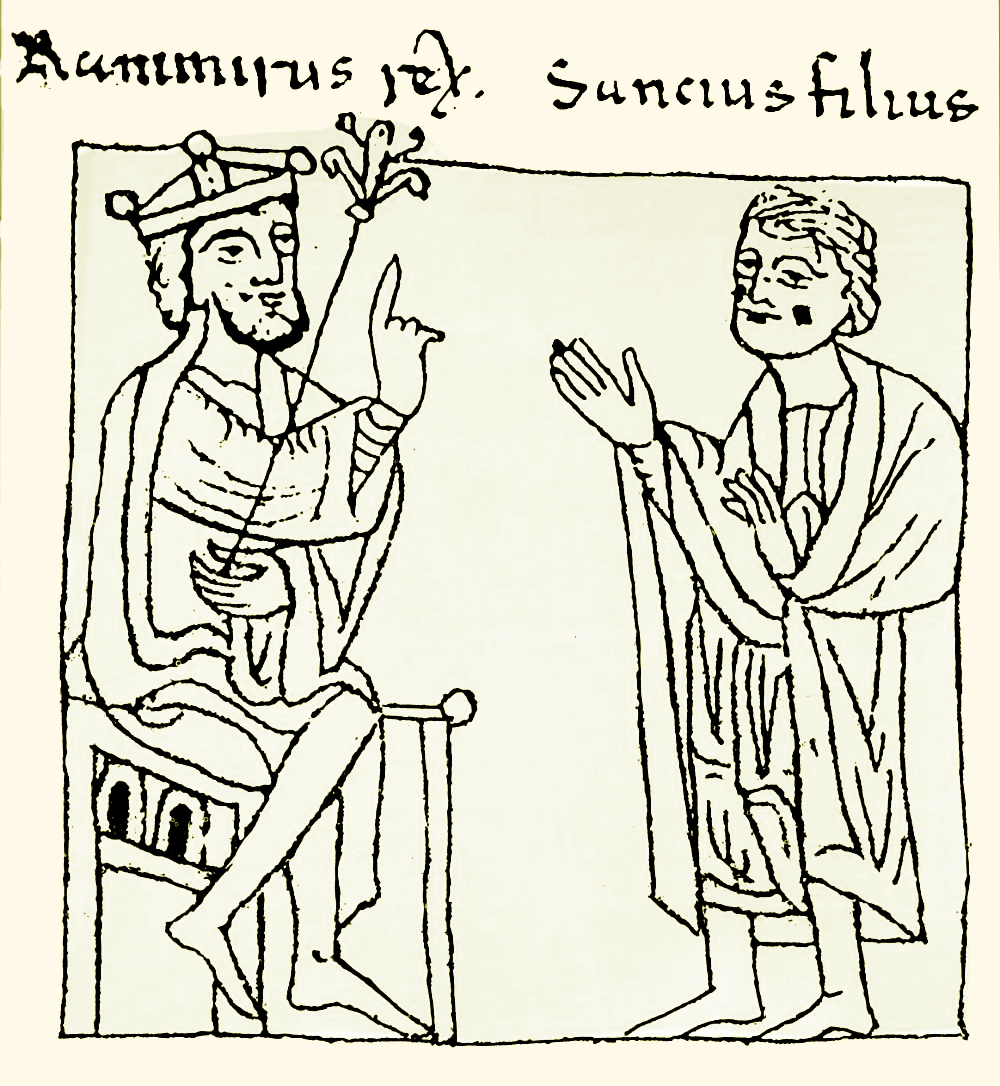
A la izquierda:" Ramirus rex". A la derecha "Sancius filius", es decir: su hijo y sucesor Sancho Ramírez (1063-1094)

Ramiro figura por primera vez en la documentación de la época en 1011, cuando tendría unos cuatro años, con el título de regulus, "privativo de los infantes de Pamplona". Hasta el nacimiento de su hermanastro García en torno a 1012 fue el heredero del reino. Su padre se había casado, posiblemente un año antes, con Munia, hija del conde de Castilla.
A la muerte de Sancho el Mayor en 1034, Ramiro recibió el condado de Aragón y, tras el fallecimiento de su hermanastro Gonzalo (1045), se hizo con los condados de Sobrarbe y Ribagorza. A partir de estos tres condados se conformó el reino de Aragón. En 1036 Ramiro se había casado con Ermesinda, hija de Bernardo Roger, conde de Foix, con la que tuvo dos hijos (Sancho Ramírez, rey de Aragón; y García Ramírez, obispo de Jaca y de Pamplona, y tres hijas (la condesa Sancha, Teresa y Urraca).
El 27 de octubre de 1070, Sancha de Aibar, "madre del rey Ramiro", donó a su nieta Sancha, condesa y abadesa del monasterio de Santa María, que más adelante se llamará de Santa Cruz de la Serós, el monasterio de Santa Cecilia de Aibar con sus heredades y rentas, con la condición de que tras la muerte de su nieta pasara a ser propiedad del monasterio. Esta donación, a tenor de los hábitos de aquel tiempo, lleva a pensar que respaldaba el ingreso de Sancha de Aibar, ya de avanzada edad, posiblemente octogenaria, en la citada comunidad monástica que su hijo Ramiro I había acondicionado para acoger a mujeres de la estirpe real.
La entrada de mujeres de la familia real en una comunidad religiosa, aunque permaneciendo seglares, es una pauta frecuente en las monarquías europeas de este tiempo, tal y como precisa Laliena:

La "conversión" de las mujeres de la parentela real navarro-aragonesa en devotas en sentido estricto, Deo devotas, "entregadas a Dios", dista de ser extraña en las políticas dinásticas europeas, muy al contrario, es bastante común, lo que sugiere que se trata de una pauta general [...] Relegar a un modo de vida religioso a todas estas mujeres se entendía como una forma de protegerlas.

## Estudio antropológico
Dentro del proyecto de investigación denominado "Estudio antropológico y genético de los reyes privativos de Aragón", promovido por el Gobierno de Aragón, Ibercaja y la Universidad de Zaragoza (2008 y 2011), se llevó a cabo el estudio de los restos contenidos en el sarcófago de doña Sancha, conservado en el monasterio de las benedictinas de Jaca. El sarcófago había estado ubicado hasta el siglo XVI en el cenobio de Santa Cruz de la Serós, que anteriormente se había llamado de Santa María de la Serós. Como se ha expuesto más arriba, Sancha de Aibar hizo donación de sus bienes a este monasterio en 1070. 
En el sarcófago se conservan los restos de al menos nueve personas que vivieron entre finales del siglo X y el XIV. Entre ellos cabe que estuvieran los de doña Sancha de Aibar porque corresponderían a la época en que vivió y pertenecerían a una mujer de unos ochenta años. Tras ser sometidos a un análisis genético y compararlos con los perfiles de ADN de otros miembros de la realeza aragonesa, se concluyó:

En el caso de los restos de esa anciana inhumados en el sarcófago de la condesa Sancha, la integración de todos los resultados obtenidos era compatible con la hipótesis de su pertenencia a Sancha de Aibar, madre del rey Ramiro I. No había ninguna incompatibilidad con los resultados de las restantes técnicas y, por el contrario, el número de compatibilidades, probadas al aplicar los diversos procedimientos de análisis de otras áreas científicas, eran lo suficientemente informativas para considerar esa hipótesis plenamente admisible

## Escultura
Con base en el estudio antropológico se realizó una escultura de doña Sancha, que se instaló el 27 de octubre de 2017 en la plaza de Aibar, la cual, por este motivo, pasó a denominarse plaza Consistorial Sancha de Aibar.